# Луньгинско-Майданское сельское поселение
Луньгинско-Майданское се́льское поселе́ние — муниципальное образование в Ардатовском районе Мордовии Российской Федерации.
Административный центр — село Луньгинский Майдан.

## История
Статус и границы сельского поселения установлены Законом Республики Мордовия от 28 декабря 2004 года № 115-З «Об установлении границ муниципальных образований Ардатовского муниципального района, Ардатовского муниципального района и наделении их статусом сельского поселения, городского поселения и муниципального района».

## Население
| 2002 | 2010 | 2012 | 2013 | 2014 | 2015 | 2016 |
| ---- | ---- | ---- | ---- | ---- | ---- | ---- |
| 530  | ↘419 | ↘408 | ↘394 | ↘376 | ↘367 | ↘353 |
| 2017 | 2018 | 2019 | 2020 | 2021 |      |      |
| ↘342 | ↘335 | ↘317 | ↘307 | ↘252 |      |      |

## Состав сельского поселения
| № | Населённый пункт   | Тип населённого пункта | Население |
| - | ------------------ | ---------------------- | --------- |
| 1 | Луньгинский Майдан | село                   | ↘279      |
| 2 | Спасские Мурзы     | деревня                | ↘140      |

### Упразднённые населённые пункты
- деревня Анютино